# Elaphoglossum porteri
Elaphoglossum porteri är en träjonväxtart som beskrevs av Cristóbal Mariá Hicken. Elaphoglossum porteri ingår i släktet Elaphoglossum och familjen Dryopteridaceae. Inga underarter finns listade.